# 卡瓦拉高架渠

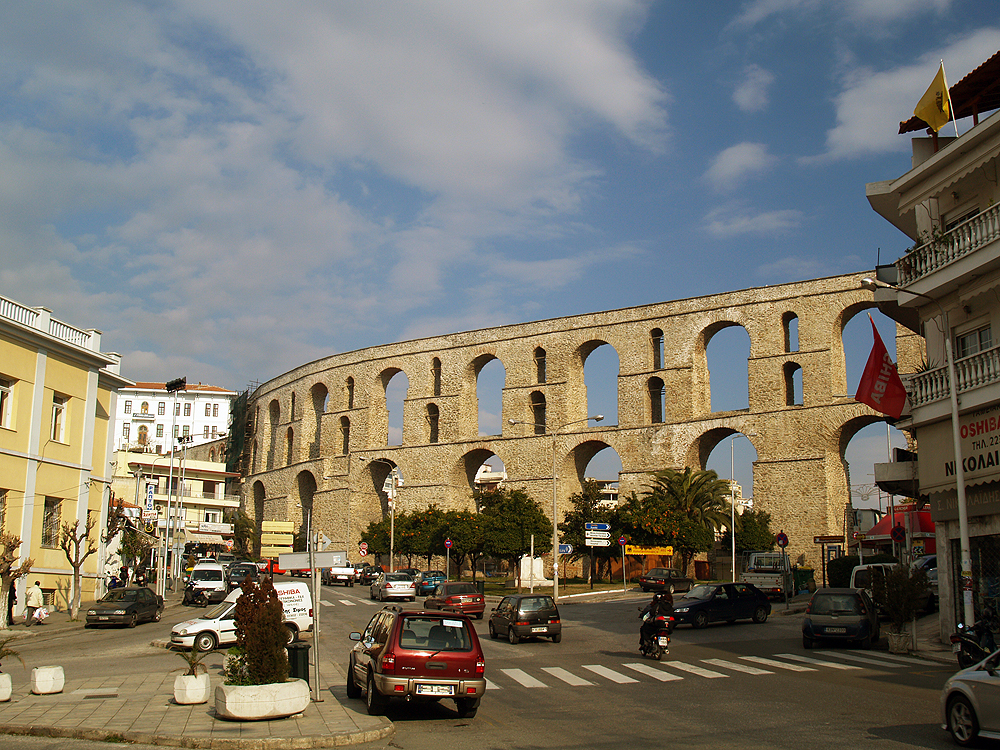
卡瓦拉高架渠

卡瓦拉高架渠，俗称Kamares (希臘語：Καμάρες, "拱门"),是一个保存完好的高架渠，位于希腊北部城市卡瓦拉，也是该市的地标之一。
卡瓦拉高架渠可能起源于古罗马，但是现存的建筑建于16世纪。14世纪初，拜占庭修建了一道屏障墙, 作为卡瓦拉卫城防御工事的一部分,可能也起到了高架渠的作用。如果是这样,这将是一个罕见的拜占庭高架渠的例子，因为拜占庭城市一般使用水井和蓄水池,而不是维护已有的罗马高架渠或建立新的高架渠。 在苏莱曼大帝修复和改善拜占庭工事期间，屏障墙被替换为目前的拱形高架渠。一些作者认为这是在1522 年罗得包围战期间，但更多的人认为是在1530-1536年之间。 直到1911年，它还用于从潘蓋翁山向城市供水。

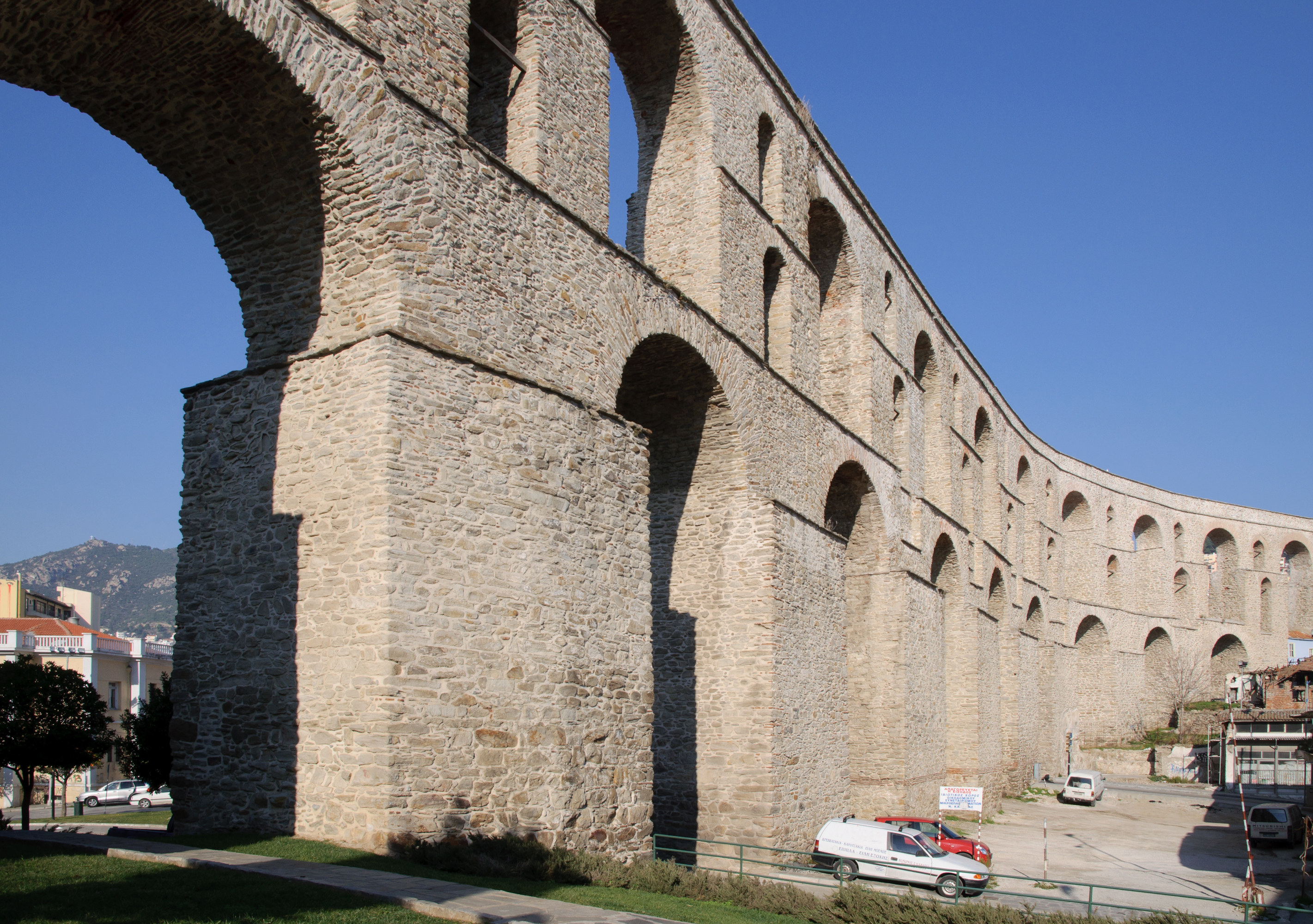
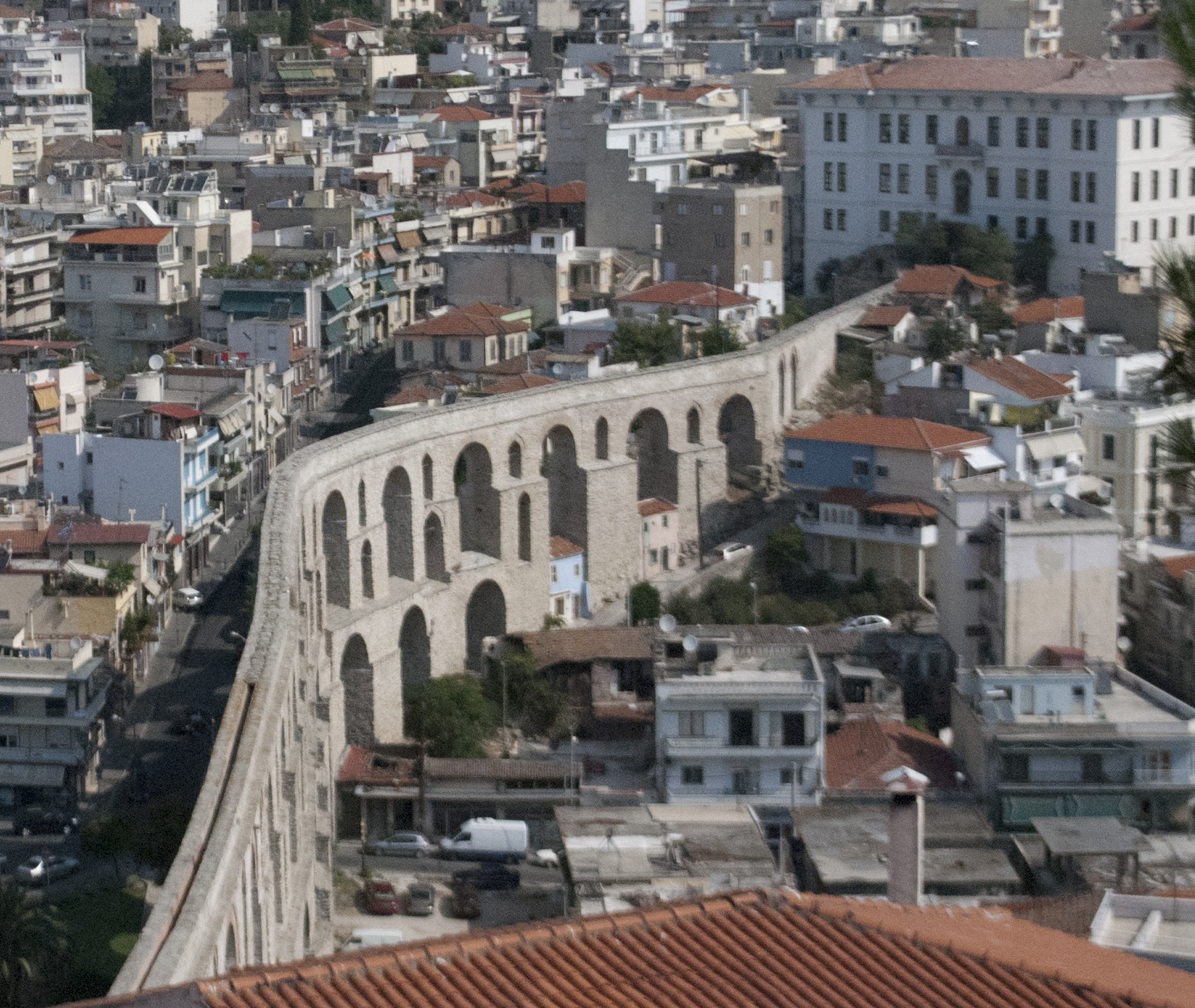
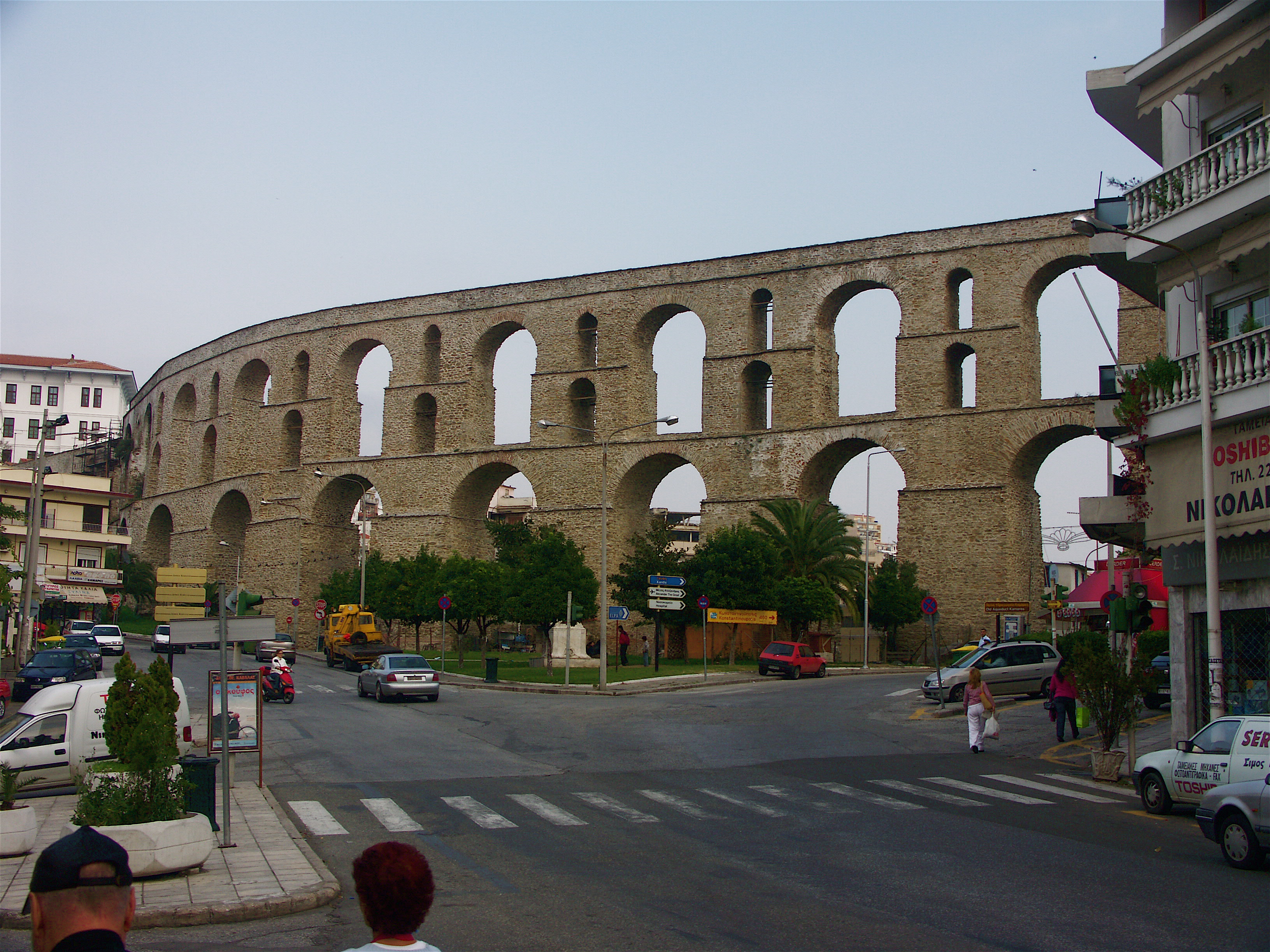
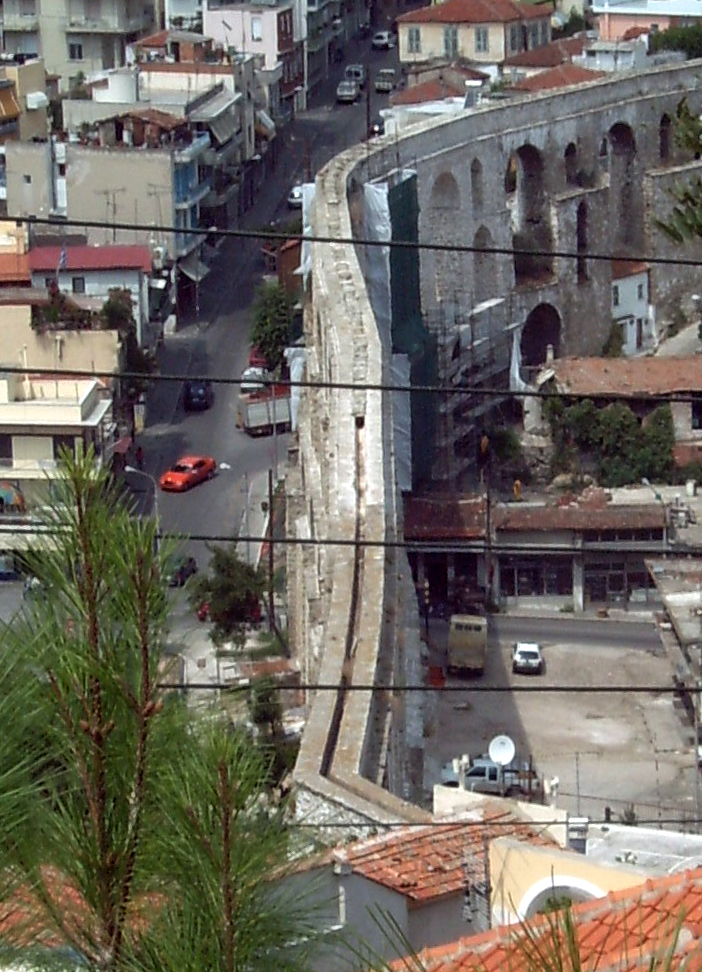